# Зелёная приния
Зелёная приния (лат. Urolais epichlorus) — вид птиц из монотипического рода Urolais семейства цистиколовые.

## Распространение
Обитают на острове Биоко (Экваториальная Гвинея), в западной части Камеруна и сопредельных районах Нигерии. Естественной средой обитания этих птиц являются субтропические или тропические горные влажные леса, а также сухие саванны. Не совершают миграций.
Выделяют два или три подвида, один из которых обитает на острове Биоко.

## Описание
Длина 14 см, вес 10—14 г.

## Биология
Питаются преимущественно насекомыми.
Первоначально вид был описан под биноминанльным названием Burnesia epichlora.